# 异丙醇胺
异丙醇胺（英語：Isopropanolamine）或IUPAC名1-氨基丙-2-醇（英語：1-Aminopropan-2-ol）是分子式为CH3CH(OH)CH2NH2的有机化合物. 它是一种氨基醇。异丙醇胺还可以宽泛地指代其他同系物如二异丙醇胺和三异丙醇胺。
异丙醇胺是手性的。它可以通过将氨水加到环氧丙烷中来制备。

## 生物合成
(R)-异丙醇胺是参与钴胺素生物合成的成分之一。邻磷酸酯是通过苏氨酸-磷酸脱羧酶从苏氨酸产生的。

## 应用
异丙醇胺类可以用作缓冲剂。它们是油脂的良好增溶剂，因此可用于中和脂肪酸和磺酸基表面活性剂。外消旋异丙醇胺通常用于切削液、水性涂料、个人护理产品以及二氧化钛和聚氨酯的生产。它是多种药物合成的中间体。
(R)-异丙醇胺被(R)-氨基丙醇脱氢酶代谢为氨基丙酮。
海克卡因的合成就是一个应用。